# سولپان
سولپان (به لاتین: Sulpan) یک منطقهٔ مسکونی در روسیه است که در باشقیرستان واقع شده‌است.